# Rierguscha florida
Rierguscha florida là một loài bọ cánh cứng trong họ Cerambycidae.